# Badmaash Company
Badmaash Company è un film indiano del 2010.

## Trama
Nella metà degli anni 90 a Mumbai, quattro giovani ottengono un grande successo con metodi illegali.